# Miron Białoszewski
Miron Białoszewski(prononciation : [ˈmirɔn bjawɔˈʂɛfskʲi], né le 30 juin 1922 à Varsovie, Pologne, et mort le 17 juin 1983, est un poète, romancier, dramaturge et acteur polonais. 

## Biographie
Miron Bialoszewski est né en 1922 au sein d'une famille modeste. Il étudie la linguistique, dans des cours clandestins, à l'Université de Varsovie durant l'occupation allemande de la Pologne. Après la capitulation de l'Insurrection de Varsovie, il est envoyé dans un camp de travail du Troisième Reich. Il retourne à Varsovie à la fin de la Seconde Guerre mondiale.
Tout d'abord, il travaille au bureau de poste central, puis comme journaliste pour un certain nombre de magazines populaires, dont des magazines pour enfants. En 1955, Bialoszewski participe à la fondation d'un petit théâtre appelé Teatr na Tarczyńskiej, où il crée ses pièces Wiwisekcja et Osmędeusze, et les joue, accompagné notamment de Ludmiła Murawska. Il commence la même année à collaborer à l'hebdomadaire Życie literackie (Vie littéraire), comme un de ses contemporains et poète polonais renommé, Zbigniew Herbert. Pendant de nombreuses années, Bialoszewski partage un appartement au 7, place Dąbrowskiego, avec son concubin, le peintre Leszek Soliński (pl). Il approfondit une poésie au caractère expérimental, à travers le vers libre, l'emploi du langage parlé, l'usage de la prose et l'évocation de la vie quotidienne,.
Son ouvrage Pamiętnik z powstania warszawskiego est publié en 1970. Il y dresse un bilan philosophique de ses années de guerre, 27 ans après les faits.
Il meurt d'une crise cardiaque le 17 juin 1983. De nombreux ouvrages sont consacrés à l'analyse critique de ses œuvres, notamment par des écrivains et des universitaires tels que Czesław Miłosz, Maria Janion, Stanisław Barańczak, Jan Błoński, Kazimierz Wyka et Artur Sandauer.

## Œuvres
Le nombre donné entre crochets après chaque titre de livre et de l'année de la publication se réfère au volume des Œuvres complètes de Bialoszewski (Varsovie: Państwowy Instytut Wydawniczy, 1987) dans lequel les textes publiés à l'origine dans ces livres ont été réimprimés.

### Poésie
- Obroty rzeczy (1956) [1]
- Rachunek zachciankowy (1959) [1]
- Mylne wzruszenia (1961) [1]
- Było i było (1965) [1]
- Wiersze (1976) [7]
- Poezje wybrane (1976) [7]
- Miron Białoszewski [in the series Poeci Polscy ] (1977) [7]
- Odczepić się (1978) [7]
- Wiersze wybrane i dobrane (1980) [7]
- Trzydzieści lat wierszy (1982) [7]
- Oho (1985) [10]

### Poésie et prose
- Teatr Osobny (1973) [2]
- Rozkurz (1980) [8]
- Stara proza i nowe wiersze (1984) [9, 10]
- Obmapywanie Europy. Aaameryka. Ostatnie wiersze (1988 – posthumously) [9, 10]

### Prose
- Pamiętnik z powstania warszawskiego) (1970) [3]
- Donosy rzeczywistości (1973) [4]
- Szumy, zlepy, ciągi (1976) [5]
- Zawał (1977) [6]
- Przepowiadanie sobie (1981) [9]
- Konstancin (1991 – posthumously) [9]

### Traductions en français
- Mémoire de l’insurrection de Varsovie [«Pamiętnik z powstania warszawskiego»], traduit par Eric Veaux, Calmann-Lévy, 2000  (ISBN 978-2-7021-3272-2) (prose)
- De la révolution des choses, traduit par Hanna Konicka et Eric Veaux , L’Harmattan, 2008  (ISBN 978-2-296-04129-5) (anthologie)